# Contea di Rockbridge
La contea di Rockbridge (in inglese Rockbridge County) è una contea dello Stato della Virginia, negli Stati Uniti. La popolazione al censimento del 2000 era di 20 808 abitanti. Il capoluogo di contea è Lexington.